# The Legend of the Condor Heroes
The Legend of the Condor Heroes (chino simplificado: 射雕英雄传; chino tradicional: 射鵰英雄傳; pinyin: Shè Diāo Yīng Xióng Zhuàn), es una serie de televisión china transmitida del 9 de enero del 2017 hasta el 17 de abril del 2017 por Dragon TV.
La serie es una adaptación de la novela "The Legend of the Condor Heroes" de Jin Yong (Louis Cha) (1957) y una nueva versión de la serie de televisión con el mismo nombre de Johnnie To (1983).

## Sinopsis
Ambientada en la dinastía Song y al comienzo de la invasión del norte de China por la Dinastía Jin gobernada por Jurchen. La primera parte gira en torno a la amistad de dos hombres, Yang Tie Xin y Guo Xiao Tian, quienes se convirtieron en héroes por derecho propio mientras luchaban contra los invasores de la dinastía Jin. 
El vínculo entre ambos es tan fuerte que prometen el uno al otro que sus futuros hijos se convertirán en hermanos (si ambos son del mismo sexo) o un matrimonio (si son de sexos opuestos).
La historia se centra en las pruebas y obstáculos que deben enfrentar sus hijos, después de la muerte de Guo Xiao Tian y la desaparición de Yang Tie Xin.

## Reparto

### Personajes principales
| Actor                    | Personaje  | N.º de episodios | Notas |
| ------------------------ | ---------- | ---------------- | ----- |
| Yang Xuwen Dong-Li Wuyou | Guo Jing   | -                |       |
| Li Yitong                | Huang Rong | -                |       |
| Chen Xingxu              | Yang Kang  | -                |       |
| Meng Ziyi                | Mu Nianci  | -                |       |

### Personajes secundarios[3]

#### Isla Peach Blossom
| Actor               | Personaje               | N.º de episodios | Notas |
| ------------------- | ----------------------- | ---------------- | ----- |
| Michael Miu         | Huang Yaoshi (Dong Xie) | -                |       |
| Viola Mi (米露)     | Mei Chaofeng            | -                |       |
| Li Yixiao           | Feng Heng               | -                |       |
| Chang Chen (張震)   | Lu Cheng Feng           | -                |       |
| Xia Zitong (夏梓桐) | Sha Gu                  | -                |       |

#### 7 Monstruos del Sur
| Actor           | Personaje      | N.º de episodios | Notas |
| --------------- | -------------- | ---------------- | ----- |
| Wang Kui Rong   | Ke Zhen'e      | -                |       |
| Ji Chen Mu      | Zhu Cong       | -                |       |
| Wang Chun Yuan  | Han Bao Ju     | -                |       |
| Ma Jing Jing    | Nan Xi Ren     | -                |       |
| Xin Peng (信鹏) | Zhang Ah Sheng | -                |       |
| Long De (龙德)  | Quan Jinfa     | -                |       |
| Xiao Yin (肖茵) | Han Xiao Ying  | -                |       |

#### Clan Beggar
| Actor            | Personaje             | N.º de episodios | Notas |
| ---------------- | --------------------- | ---------------- | ----- |
| Zhao Lixin       | Hong Qigong (Bei Gai) | -                |       |
| Song Qing (宋庆) | Lu You Jiao           | -                |       |

#### Grupo de Taoístas
| Actor                  | Personaje            | N.º de episodios | Notas |
| ---------------------- | -------------------- | ---------------- | ----- |
| Ning Wen Tong (宁文彤) | Zhou Bo Tong         | -                |       |
| Shao Feng (邵峰)       | Qiu Chuji            | -                |       |
| Wang Li (王莉)         | Ma Yu                | -                |       |
| Han Dong (韩栋)        | Wang Chong Yang      | -                |       |
| Guo Jun (郭军)         | Wang Chu Yi          | -                |       |
| Liu Wei (刘威)         | Hao Datong           | -                |       |
| Zhao Cong (赵聪)       | Sun Bu'er            | -                |       |
| Song Tao (宋涛)        | Liu Chu Xuan         | -                |       |
| Wang Lin (王林)        | Yin Zhi Ping         | -                |       |
| Zeng Li                | Li Ping              | -                |       |
| Shao Bing (邵兵)       | Guo Xiao Tian        | -                |       |
| Liu Qian Han (刘芊含)  | Bao Xi Ruo           | -                |       |
| Li Zong Han (李宗翰)   | Yang Tie Xin (Mu Yi) | -                |       |

#### Monte White Camel
| Actor                   | Personaje           | N.º de episodios | Notas |
| ----------------------- | ------------------- | ---------------- | ----- |
| Liu Zhi Yang            | Ouyang Ke           | -                |       |
| Heizi (黑子)            | Ouyang Feng (Xi Du) | -                |       |
| Zhao Qiu Sheng (赵秋生) | Tan Chu Duan        | -                |       |

### Otros personajes
| Actor                    | Personaje                   | N.º de episodios | Notas                   |
| ------------------------ | --------------------------- | ---------------- | ----------------------- |
| Zong Fengyan             | Wanyan Hong Lie             | -                |                         |
| Cao Yang (曹杨)          | Wanyan Hong Xi              | -                |                         |
| Tay Ping Hui             | Genghis Khan (Temüjin)      | -                |                         |
| Ray Lui                  | Duan Zhixing (Nan Di)       | -                | Es el Reverendo Yideng. |
| Yu Ai Lei                | Duan Tian De                | -                |                         |
| Hou Ruixiang Zhang Zihao | Tolui                       | -                |                         |
| Dai Wenwen               | Huazheng                    | -                |                         |
| Fu Tianjiao              | Jebe                        | -                |                         |
| Nuomin Darong            | Jochi                       | -                |                         |
| Ailiku                   | Chagatai                    | -                |                         |
| Baodi                    | Ögedei                      | -                |                         |
| Sulide                   | Borokhula                   | -                |                         |
| Anqi'er                  | Muqali                      | -                |                         |
| Hongtong Batu            | Jamukha                     | -                |                         |
| Wurijitu                 | Wang Khan                   | -                |                         |
| Baisha                   | Sangkun                     | -                |                         |
| Gangde'er Gao Yuyang     | Dushi                       | -                |                         |
| Zhang Kaiyi              | Yinggu                      | -                |                         |
| Jiang Yiming             | Qiu Qianren / Qiu Qianzhang | -                |                         |
| Gong Zhengnan            | Lu Guanying                 | -                |                         |
| Sui Yumeng               | Cheng Yaojia                | -                |                         |
| Zhang Jialai             | Chen Xuanfeng               | -                |                         |
| Ren Xihong               | Lingzhi Shangren            | -                |                         |
| Gao Yuqing               | Liang Ziweng                | -                |                         |
| Lin Yizheng              | Sha Tongtian                | -                |                         |
| Gu Dechao                | Hou Tonghai                 | -                |                         |
| Sun Hao                  | Peng Lianhu                 | -                |                         |
| Hou Tongjiang            | Reverendo Kumu              | -                |                         |
| Hu Bo                    | Chu Dongshan                | -                |                         |
| Zhang Lu                 | Zhang Shaoshou              | -                |                         |
| Yin Shuo                 | Wu Santong                  | -                |                         |
| Liang Jinshan            | Zhu Ziliu                   | -                |                         |
| Lu Senbao                | Anciano Peng                | -                |                         |
| Fan Zhonghua             | Anciano Jian                | -                |                         |
| Liu Yu                   | Anciano Liang               | -                |                         |
| Jia Jin                  | Ma Qingxiong                | -                |                         |
| Liu Taotao               | Qian Qingjian               | -                |                         |
| Zhao Shuai               | Wu Qinglie                  | -                |                         |
| Fan Jianyun              | Shen Qinggang               | -                |                         |
| Xu Qihang                | Yu Zhaoxing                 | -                |                         |
| He Guoxuan               | Li Sheng                    | -                |                         |
| Cheng Liuyi              | Muhammad II de Khwarezm     | -                |                         |
| Yang Yongwen             | Lü Wende                    | -                |                         |

## Episodios
La serie estuvo conformada por 52 episodios, los cuales fueron emitidos en Dragon Television, de lunes a domingo de 19:30 a 21:00hrs (2 episodios).

## Música
El Soundtrack de la serie estuvo conformada por 6 canciones.
La canción de apertura y cierre de la serie "Tie Xue Dan Xin" (铁血丹心, A Bulletproof Heart) es compuesta por Joseph Koo. La versión utilizada en la serie es una versión instrumental sin letra.
| No. | Artista (as) | Canción                                                      | Notas                                          |
| --- | ------------ | ------------------------------------------------------------ | ---------------------------------------------- |
| 1   | -            | "A Bulletproof Heart" (铁血丹心 / Tie Xue Dan Xin)           | (tema apertura y cierre)                       |
| 2   | Shang Wenjie | "Loved Who)" (爱过谁 / Ai Guo Shei)                          | (canción insertada compuesta por Silence Wong) |
| 3   | Silence Wong | "The Pugilistic World" (江湖天下 / Jianghu Tianxia)          | (canción insertada compuesta por Tan Xiaocong) |
| 4   | Well Lee     | "Soul of the Sword" (剑魂 / Jian Hun)                        | (canción insertada compuesta por Silence Wong) |
| 5   | Hubert Wu    | "Legend of the Condor Heroes" (射鵰英雄 / Sei Diu Ying Hung) | (tema de apertura del lanzamiento de TVB)      |
| 6   | Kayee Tam    | "I Won't Return" (我不歸去 / Ngo Bat KWai Hei)               | (tema de apertura del lanzamiento de TVB)      |

## Premios y nominaciones
| Año  | Categoría                            | Premio                       | Nominado (a)                    | Resultado |
| ---- | ------------------------------------ | ---------------------------- | ------------------------------- | --------- |
| 2017 | Best Quality Network & Web Series    | 2nd Golden Guduo Media Award | The Legend of the Condor Heroes | Ganó      |
| 2017 | Most Influential Television Newcomer | China TV Guide               | Li Yitong                       | Ganó      |

## Producción
La serie es una adaptación de la novela "The Legend of the Condor Heroes" de Jin Yong (Louis Cha) publicada por primera vez el 1 de enero de 1957 y una nueva versión de la serie de televisión de "The Legend of the Condor Heroes" de Johnnie To transmitida del 21 de febrero de 1983 hasta el 22 de julio del mismo año, la cual estuvo basada en la misma novela.
Fue dirigida por Jeffrey Chiang (蔣家駿) y escrita por Shen Yuchen, Wang Ziqi, Zhao Weina y Xu Tao. La producción estuvo a cargo de Wu Dun, Guo Jingyu, Ge Xufeng y Li Jiewen.
Fue filmada en "Xiangshan Film and Television City", en el condado de Xiangshan, en la Provincia de Zhejiang finalizando a finales de agosto del 2016. Otros lugares utilizados durante el rodaje incluyeron Hengdian World Studios, Xiandu Scenic Area en el condado de Jinyun y Xianju County en la provincia de Zhejiang, Huanghe Shilin Scenic Area en el condado de Jingtai y Tianzhu Grasslands en la provincia de Gansu, así como Tonghu Grasslands en la Mongolia Interior.
Contó con el apoyo de las compañías de producción "iQiyi", "Huace Media", "Beijing Wanmei Jianxin Entertainment" y "Perfect Pictures".

### Distribución internacional
| País (Región)     | Cadena                                   | Fecha de Transmisión                                                |
| ----------------- | ---------------------------------------- | ------------------------------------------------------------------- |
| Australia         | TVBJ                                     | 11 de mayo de 2017 - ¿?                                             |
| China continental | Dragon TV                                | 9 de enero de 2017 - 17 de abril de 2017                            |
| Filipinas         | Oh!K                                     | -                                                                   |
| Hong Kong         | TVB Jade (Hong Kong) Oh!K                | 8 de mayo de 2017 - 14 de julio de 2017 -                           |
| Indonesia         | Oh!K                                     | -                                                                   |
| Malasia           | Astro On Demand TVB Jade (Malaysia) Oh!K | 8 de mayo de 2017 - 14 de julio de 2017 -                           |
| Singapur          | TVB First VV Drama Oh!K                  | 8 de mayo de 2017 - 14 de julio de 2017 21 de agosto de 2017 - ¿? - |
| Tailandia         | Channel 3                                | 5 de junio de 2018 - 11 de octubre de 2018                          |